# Cuitláhuac
Cuitláhuac, wym. kʷi'tɬaːwak (ur. 1476, zm. 1520) – tlatoani (władca) Azteków (Méxicas) w 1520. Syn Axayacatla, brat Montezumy II.

## Życiorys
Cuitláhuac był azteckim władcą miasta Tenochtitlán praktycznie od czerwca, a formalnie wybrany 7 września 1520 r. Przejął rządy po swoim bracie (Montezumie II), który był wówczas uwięziony przez hiszpańskiego konkwistadora Hernána Cortésa.
Jeszcze za panowania brata Cuitláhuac był gorącym zwolennikiem walki zbrojnej z Hiszpanami. W roku 1520 stanął na czele zrywu zbrojnego w Tenochtitlán, który miał uniemożliwić wycofanie się Hiszpanów ze stolicy. Dowodził też w czasie największego zwycięstwa Azteków w nocy z 30 czerwca na 1 lipca, która przeszła do historii pod nazwą La Noche Triste (Smutnej Nocy). Hiszpanie, nieustannie napastowani przez powstańców, nie byli w stanie utrzymać się w mieście i wycofywali się groblą w kierunku Tlacopanu. Obładowani łupami, atakowani byli na grobli, nacierali też na nich wojownicy indiańscy z łodzi na jeziorze. Konkwistadorzy ponieśli wtedy ogromną klęskę: 869 z nich zginęło, na brzeg jeziora przedostało się tylko 425, w tym wielu rannych. Zginęło też 1200-2000 Indian z oddziałów pozostających na służbie hiszpańskiej (Tlaxcalanie). Mimo zadania konkwistadorom ciężkich strat, Cuitláhuac nie podjął jednak wystarczających działań (pościgu) dla osiągnięcia pełnego zwycięstwa. Pozwoliło to Hiszpanom na odwrót do Tlaxcali.
Cuitláhuac zmarł pod koniec października 1520 r. na czarną ospę przyciągniętą do Tenochtitlán przez żołnierzy hiszpańskich. Po śmierci Cuitláhuaca dowództwo objął jego kuzyn Cuauhtémoc – energiczny i odważny ulubieniec ludu, zdecydowany obrońca niepodległości państwa Méxicas, który w styczniu 1521 r. został władcą.